# Danska divisionen
Danska divisionen (danska: Danske Division) var en dansk division som verkade mellan 1997 och 2019. 2019 omorganiserades divisionen till NATO-divisionen Multinational Division North med stab i Lettland.

## Historia
1951 bestämdes det att en ny enhet under namnet 3. division skulle uppsättas i den danska arméns Region III för att i krig överställas de förband som voro förlagda inom regionen i fredstid och var även ansvarig för utbildningen av dessa trupper. Generalmajor R. Allerup blev den 1 juni 1952 divisionens första chef.
1961 ändrades namnet till Jyske divisionskommando och den underställdes 1. - 3. Jyske Brigade. 1. Jyske Brigade var helt bemannad från starten. Först 1975 när man flyttade till Fredericia så sattes alla brigader upp i sin helhet. Divisionen bytte namn igen 1985, denna gång till Jyske Division.
I 1995 års danska försvarsbeslut fastslogs det att divisionen skulle ändra namn till Danske Division (Danska divisionen) och samtidigt skulle 2. Jyske Brigade dras in och 1. Sjællandske Brigade överflyttas till divisionen som 1. Jyske Brigade.
Divisionen flyttades till Haderslev 2001 och i 2004 års danska försvarsbeslut bestämdes det att samtliga befintliga brigader skulle dras in och ersättas av den stående 1. Brigaden och 2. Brigaden för utbildning av värnpliktiga och soldater till internationell tjänst.
Genom ett avtal mellan Danmarks dåvarande försvarschef General Hans Jesper Helsø och Litauens dåvarande motsvarighet Generalmajor Valdas Tutkus så tillhör också den litauiska brigaden Järnvargen divisionen sedan 2006.

## Organisation
- 1. Brigaden
  - I. Pansarbataljonen (I/JDR), Jydske Dragonregiment
  - II. Pansarinfanteribataljonen (II/JDR), Jydske Dragonregiment
  - III. Spaningsbataljonen (III/GHR), Gardehusarregimentet
  - V. Utbildningsbataljonen (V/JDR), Jydske Dragonregiment
- 2. Brigaden
  - I. Pansarinfanteribataljonen (I/GHR), Gardehusarregimentet
  - II. Pansarinfanteribataljonen (II/GHR), Gardehusarregimentet
  - V. Utbildningsbataljonen (V/GHR), Gardehusarregimentet
  - I. Pansarinfanteribataljonen (I/LG), Den Kongelige Livgarde
  - II. Pansarinfanteribataljonen (II/LG), Den Kongelige Livgarde
- Motorizuotoji pėstininkų brigada "Geležinis Vilkas" 
  - Karaliaus Mindaugo (Pansarinfanteribataljon)
  - Lietuvos didžiojo kunigaikščio Algirdo (Pansarinfanteribataljon)
  - Didžiosios kunigaikštienės Birutės (Motoriserad infanteribataljon)
  - Lietuvos didžiojo kunigaikščio Kęstučio (Motoriserad infanteribataljon)
  - Generolo Romualdo Giedraičio (Artilleriavdelning)
  - Kunigaikščio Vaidoto tiesioginės paramos (Logistikbataljon)
- Divisionsstyrkor
  - 3. Førings- & Målopklaringsafdeling, Danske Artilleriregiment
  - 3. Ingeniørbataljon, Ingeniørregimentet
  - 3. Telegrafbataljon, Telegrafregimentet
  - 3. Electronik Warfare kompagni, Telegrafregimentet
  - 3. CIMIC kompagni, Danske Artilleriregiment
  - 3. Militærpolitikompagni, Trænregimentet